# 芽育陽菜
芽育 陽菜（めぐみ ひな、1990年10月27日 - ）は、日本の女優、ファッションモデル。）、旧芸名は赤松 優希（あかまつ ゆうき）。所属事務所はスノーラビッツプロモーション。

## 人物・略歴
- 2003年に第2回メロンガールグランプリに選ばれ、ファッション雑誌『melon』の専属モデルとして活躍。
- 2005年7月にスノーラビッツプロモーションに所属し、芸名を「芽育陽菜」とする。「陽菜」という名前は「太陽の光を浴びて、すくすく育つ」という意味で所属事務所会長が名づけた。
- 趣味は阿波踊り、うた、フルート、読書。
- 特技は阿波踊り、ダンス、ヘン顔。

## 主な出演

### 雑誌
- 『melon』（専属モデル）祥伝社

### 映画
- GOTH（2008年）-　水口ナナ役
- ブラブラバンバン（2008年）-　久保さおり役

### テレビ
- 野ブタ。をプロデュース（2005年、日本テレビ）